# 胡蝶綺 〜若き信長〜
『胡蝶綺 〜若き信長〜』（こちょうき わかきのぶなが）は、スタジオディーン制作による日本のテレビアニメ作品。2019年7月から9月までAT-Xほかにて放送された。
戦国自体を中心に描かれやすい織田信長が主要となる作品の中で、元服前後（1546年）である10代前後の時、その身に起こったとされる出来事を元にした、歴史フィクション作品。

## あらすじ
織田信長が家臣達と天下統一を進める物語

## 登場人物
織田信長（おだ のぶなが）
声 - 小林裕介
本作の主人公。織田信秀の次男（嫡男）。知的好奇心が強い性格で、地球儀や鉄砲など海外の珍しいものに目が無く、自室などプライベートな空間では眼鏡を着用している。
はじめ父の信秀から那古野城を譲り受け、下四郡守護代を倒したあと清洲城に移る。
本作では桶狭間の戦いまでが描かれる。織田家は小大名と旗本で残り、織田本家の天童藩 は信長の子孫が令和まで続いている。
池田恒興（いけだ つねおき）
声 - 内田雄馬
信長の乳兄弟で、実の兄弟同然に育った。信長を第一に考え、深い友情で結ばれているが、奔放な信長に振り回されている。
池田家は岡山藩と鳥取藩（別家）の国持大名となる。毒饅頭騒動・鍵屋の辻・正保赤穂事件など度々問題が起きる。
織田信勝（おだ のぶかつ）
声 - 石川界人、東山奈央（勘十郎）
信長の同母弟。織田信秀の四男（三男説もあり）。信秀の死後、末森城主となる。本作では恒興を人質にし、乗り込んできた信長と斬り合い、愛憎を残しつつ兄との想い出の中で逝く。
史書では「信行」とも記される。嫡男の津田信澄は、対長曾我部の四国方面軍により討たれたが子孫は旗本・織田家となり続く。安濃津藩や米沢藩の家中にも織田氏がみられる。次男・津田信糺の血筋も徳島藩士となる。
織田信広（おだ のぶひろ）
声 - 坪井智浩
信長の異母兄。織田信秀の長男（庶子）。父とともに那古野城を、愛知今川氏（那古野今川氏）から奪う。
帰蝶（きちょう）
声 - 花守ゆみり
性別不詳。斎藤道三の実の子で公には娘として振る舞う。その美貌は諸国に知られているが、彼女には重大な秘密がある 。
楓（かえで）
声 - 種﨑敦美
帰蝶に仕える侍女で、忍術や剣術が得意。帰蝶の輿入れの際に共に織田家にやってくる。斎藤家に戻ったのちも帰蝶との繋（つなぎ）を務める。彼女とは姉妹のように育ち、互いに気心の知れた仲である。
沢彦宗恩（たくげん そうおん）
声 - 立花慎之介
臨済宗妙心寺派の高僧。信長の生涯の師で、史実では「天下布武」・「安土（平安楽土）」を信長に提案したとの説もあり。
年齢不詳で年をとらないようにも見え、平手政秀とは旧知の仲だった。仏事や政務だけでなく外交にも長けている。
織田信秀（おだ のぶひで）
声 - 楠大典
信長の父。弾正忠（弾正大忠）の官名を持つ。尾張守護・斯波氏と下四郡守護代（清洲織田氏）を凌駕したが取って代わる事は控えた。
晩年は、信長に那古野城を譲って末森城主となる。
土田御前（つちだごぜん）
声 - 勝生真沙子
信長たちの生母。品行方正で従順な信勝を可愛がる。
おはな
声 - 沼倉愛美
信長の異母姉。織田信秀の長女。犬山城主の従兄弟・織田信清に嫁ぎ、犬山殿と呼ばれる。
お市（おいち）
声 - 東山奈央
信長の同母妹。織田信秀の五女。のちに浅井長政に嫁ぎ、小谷殿とも呼ばれる。
織田秀孝（おだ ひでたか）
声 - 村瀬歩
信長の同母弟。織田信秀の五男。
色白の美男と伝わる。第六話から登場。蛍や鈴虫などの小動物が好きで、同じく虫好きの恒興と意気投合する。作中では蛍を追って叔父の信次の狩場に入ったところ、津々木の手下に誤射と見せかけた暗殺をされてしまう。
柴田勝家（しばた かついえ）
声 - 宇垣秀成
勇猛な武将で「鬼柴田」「かかれ柴田」の異名を持つ。信秀のちに信勝に仕える。
のち北陸方面軍として対上杉を担当する。
平手政秀（ひらて まさひで）
声 - 麦人
信長の守り役。常に信長の身を案じている。
前田利家（まえだ としいえ）
声 - 寺島拓篤
荒子村の土豪の四男で、信長に志願し馬廻りになる。槍と算盤の達人。
信長の死後は、秀吉に仕え尾山のち金沢83万石を得、五大老となる。江戸時代には支藩の前田利昌が、役目の最中に上司の織田を惨殺するなど事件も起きている。加賀藩前田家は明治に侯爵。
津々木蔵人（つづき くらんど）
声 - 日野聡
信勝の若衆だったが、柴田勝家と並び次第に重用されるようになる。第六話から登場。兄と自身で対決する覚悟の信勝に、末森城から追放を言い渡され退場。
林秀貞（はやし ひでさだ）
声 - 松田健一郎
信長が那古野城を与えられた際に、付けられた筆頭家老。
林通具（はやし みちとも）
声 - 鳥海浩輔
林秀貞の弟。兄と同じく信長に仕える。
滝川一益（たきがわ いちます）
声 - 榎木淳弥
火縄銃に造詣が深く、古くから信長に仕える宿老。先鋒も殿（しんがり）もこなし「退くも滝川、進むも滝川」と称される。
のち関東方面軍として対北条を担当する。
佐々成政（さっさ なりまさ）
声 - 高橋信
若い頃より馬廻衆として信長に仕える。
信長の死後に利家・景勝らと富山の役で戦う。肥後での失政を秀吉に咎められ改易。
佐々政次（さっさ まさつぐ）
声 - 木村隼人
成政の長兄。信秀と共に奮闘した昔のいくさ話が好き。史書には「成吉」「勝通」ともあるため、官名の隼人正で呼ばれる場合もある。
佐々氏は成政の自害後も、政次の子孫が残り、水戸家・鷹司家・上杉家・細川家などの家中で佐々を称した。
村井貞勝（むらい さだかつ）
声 - 前野智昭
事務方としての手腕が高く、信長に重用された文官。のち「京都所司代」として朝廷や寺社との折衝を担当。
佐久間信盛（さくま のぶもり）
声 - 木村良平
退却戦が得意で「退き佐久間」と呼ばれる。賤ケ岳の佐久間盛政はいとこ甥にあたる。
のち近畿方面軍として対本願寺を担当する。子孫は旗本で明治に至る。
佐久間盛重（さくま もりしげ）
声 - 田丸篤志
信勝付きの家老で、信盛の同族。桶狭間の前に、一期の別れを覚悟し家族に後を託す。
生駒吉乃（いこま きつの）
声 - 鈴木みのり
豪商である「生駒屋敷」の娘。遠乗りをしていた信長と偶然に出会う。のちに帰蝶から信長の事を託され側室となる。
斎藤道三（さいとう どうさん）
声 - 玄田哲章
美濃を統べる大名。油売りの父・松波庄五郎とともに下克上を果たし、戦国大名となった。「まむし」の異名を持つ。
道三の子孫（義龍の異母弟・政綱の系統）は、松波家が旗本で明治に至る。また道三の血脈は女系だが勧修寺家に入り、今上天皇まで伝わっている。
斎藤義龍（さいとう よしたつ）
声 - 樫井笙人
斎藤道三の嫡男だが、正室の子ではない。非常に大柄で、のちに道三と骨肉の争いを起こす。
山口教継（やまぐち のりつぐ）
声 - 川津泰彦
笠寺および鳴海村を領する土豪。今川と織田の間を取り持つなど立場が曖昧だったが、信秀の死後、今川に属す。第三話に登場。
織田信友（おだ のぶとも）
声 - 上西哲平
尾張下四郡の守護代。清洲城主で信秀ら三奉行の主筋で本家。のち尾張守護の斯波義統を弑す。第四話から登場。
坂井大膳（さかい だいぜん）
声 - 堀井茶渡
下四郡守護代の重臣。諱は不詳。同じく第四話に登場。
河尻秀隆（かわじり ひでたか）
声 - 木村隼人（兼役）
守護代家臣から信長の重臣に転ず。
その後、信忠の後見人になり、中部（甲信）方面軍として対武田を担当する。
稲葉良通（いなば よしみち）
西美濃三人衆。一鉄の通称で知られる。第五話に登場。裏方として信長と道三の会見の下準備や、伏兵の手配などをする。
斯波義銀（しば よしかね）
声 - 酒井広大
最後の尾張守護。父の義統を下四郡守護代に弑された。第六話に登場。信長に保護を求め、那古野城でその庇護下に入るが、やがて敵対し追放される。
史実では守護大名の斯波氏は、尾張を織田、越前を朝倉、陸奥（陸中）を南部、の各氏による下克上で失い衰退。義銀の子孫は旗本で家名存続。
織田信次（おだ のぶつぐ）
声 - 川津泰彦（兼役）
守山城主。信秀の弟。第七話に登場。津々木の手下による秀孝の暗殺を家臣が誤って射殺したという濡れ衣を着せられたため逃亡する。のち許され帰参、浅井滅亡後のお市と茶々ら三姉妹を預かるなど重用される。
子孫は大名として織田庶流の津田を名乗る。歴代当主が度々不祥事を起こし（辻斬りと婦女暴行）改易。津田氏は旗本や加賀藩重臣で続く。
織田信賢（おだ のぶかた）
尾張上四郡の守護代。岩倉城主。信秀・信長ら織田弾正忠家に相当する上四郡の奉行は、黒田城の山内氏。
上四郡織田家は尾張藩士で明治に至る。山内一豊は同じ出自の信長に冷遇され、秀吉にも堀尾・中村ら同僚より格下の扱いだったが、家康に従い大出世した。
織田信清（おだ のぶきよ）
声 - 阿部敦
犬山城主で信長たちの従兄弟。第九話から登場。強い気性のおはなに惚れ正室として迎える。
史実では婚姻にも関わらず、斎藤氏のち武田氏と通じて生涯にわたり信長に抵抗し、犬山殿とは離別。
奇妙丸（きみょうまる）
信長の嫡男（次男とも）。のちの出羽介（秋田城介）信忠。第十話から登場。本作では信長と吉乃の間に生まれた長男として描かれる。
その後の歴史で 後継者指名を受けた信忠は、美濃・尾張両国を直轄領とする。河尻の中部方面軍が戴く総大将となり、天目山の戦いで活躍する。
拾阿弥（じゅうあみ）
声 - 福山潤
同朋衆の僧。第十一話に登場。香を信長に勧める。史書には「愛智十阿弥」などとも記される。
先祖は愛知郡の郡司ともされる。愛知家（愛智家とも）は今川氏に乗っ取られ（愛知今川氏）那古野城を失う。拾阿弥は出家して信長に仕えたが、不仲だった利家により漸殺と伝わる。
今川義元（いまがわ よしもと）
声 - 鈴木勝美
駿河を統べる大名。三遠駿と尾張の南部に勢力を持つ。最終話（第十二話）に登場。
桶狭間で不覚の戦死。子孫は高家（今川家と品川家）となり、旗本となった信長の子孫（七男・信高の系統）とともに儀式や典礼を司る役職を務めた。
松平元康（まつだいら もとやす）
声 - 中村大志
岡崎城主だが、居城は今川の代官が管理し、駿府今川館に常駐する。青年武将の姿で最終話（第十二話）に１カットのみ登場。大高城に入り、山口父子に代わり尾張の触れ頭を任された。

## スタッフ
- 原作 - 揚羽母衣衆
- 監督 - 阿部記之[3]
- シリーズ構成 - 山口亮太[3]
- キャラクターデザイン - 中嶋敦子[3]
- プロップデザイン - 宮川治雄[3]
- 歴史設定監修 - 下山修博[3]
- 色彩設計 - 桂木今里[3]
- 美術監督 - 三宅昌和[3]
- 美術設定 - 本多敬、上垣裕起子
- 撮影監督 - 浜尾繁光[3]
- 編集 - 松原理恵[3]
- 音響監督 - 名倉靖[3]
- 音楽 - 白戸佑輔[3]
- 音楽制作 - フライングドッグ[3]
- 音楽プロデューサー - 柴田滋、内田峻、佐藤正和
- プロデューサー - 川村仁、梶原剛、飯塚彩、日比政広、金子広孝、伊藤将生、百田英生、佐藤圭介、大森慎司、門貴治、米森裕人
- アニメーションプロデューサー - 齋藤隆行
- プロデュース - GENCO[3]
- アニメーション制作 - スタジオディーン[3]
- 製作 - 胡蝶綺製作委員会（ハピネット、メディアネット ピクチャーズ、AT-X、ドコモ・アニメストア、TOKYO MX、フライングドッグ、81プロデュース、WOWOW、徳間書店、BSフジ、スタジオディーン、GENCO）

## 主題歌
オープニングテーマ「疾走」（第1話 - 第12話）
作詞・作曲・編曲 - みきとP  / ストリングスアレンジ - 伊東翼 / 歌 - りぶ
第1話ではエンディング位置で使用。
エンディングテーマ「牙と翼」（第2話 - 第12話）
作詞 - 宮川弾 / 作曲 - 川崎智哉 / 編曲 - 佐藤純一 / 歌 - May'n

## 各話リスト
| 話数     | サブタイトル | 脚本     | 絵コンテ          | 演出              | 作画監督                                                                  | 総作画監督 | 総作画監督 |
| -------- | ------------ | -------- | ----------------- | ----------------- | ------------------------------------------------------------------------- | ---------- | ---------- |
| 第一話   | 元服         | 山口亮太 | 阿部記之          | 牧野友映          | 松尾真彦 森本浩文 和田伸一                                                | 中嶋敦子   | 木村友美   |
| 第二話   | 祝言         | 山口亮太 | 北村真咲          | 上野壮大          | 長田絵里 松竹徳幸 浅井昭人 小島絵美 ウクレレ善似郎                        | 中嶋敦子   | 長田絵里   |
| 第三話   | 父と子       | 笹野恵   | 阿部記之          | 藤代和也          | 小林利充 武志鵬                                                           | 中嶋敦子   | 木村友美   |
| 第四話   | 爺の想い     | 山口亮太 | 葛谷直行 山田晃   | 山田晃            | 原田峰文                                                                  | 中嶋敦子   | 長田絵里   |
| 第五話   | 会見         | 笹野恵   | 斉藤哲人          | 秦義人            | 松下純子 都竹隆治 宇都木勇 櫻井拓郎 吉川真一                              | 中嶋敦子   | 長田絵里   |
| 第六話   | 清洲         | 山口亮太 | 北村真咲          | 上野壮大          | 吉田和香子 蒼依ふたば 和田伸一 山村俊了 森本浩文                          | 中嶋敦子   | 木村友美   |
| 第七話   | 愛と死       | 笹野恵   | 牧野友映          | 吉田俊司 牧野友映 | ウクレレ善似郎 松竹徳幸 小島絵美 浅井昭人 山村俊了                        | 中嶋敦子   | 長田絵里   |
| 第八話   | 信勝         | 笹野恵   | 北村真咲          | 山田晃            | 原田峰文 上原史也                                                         | 中嶋敦子   | 木村友美   |
| 第九話   | 別離         | 澤田薫   | 西片康人          | 村田尚樹          | 小島絵美 和田伸一 山村俊了 吉田和香子 森本浩文                            | 中嶋敦子   | 長田絵里   |
| 第十話   | 兄と弟       | 笹野恵   | 河野亜矢子        | 河野亜矢子        | 中嶋敦子 木村友美 松竹徳幸 森本浩文 小島絵美                              | 中嶋敦子   | 木村友美   |
| 第十一話 | 上洛         | 澤田薫   | 沖田宮奈          | 吉田俊司          | 木村友美 松竹徳幸 小島絵美 吉田和香子 浅井昭人 山村俊了                   | 中嶋敦子   | 木村友美   |
| 第十二話 | 桶狭間       | 山口亮太 | 阿部記之 北村真咲 | わたなべひろし    | 長田絵里 木村友美 小島絵美 森本浩文 吉田和香子 和田伸一 山村俊了 大槻ちえ | 中嶋敦子   | 長田絵里   |

## 放送局
| 放送期間                | 放送時間                     | 放送局        | 対象地域 | 備考                                                     |
| ----------------------- | ---------------------------- | ------------- | -------- | -------------------------------------------------------- |
| 2019年7月8日 - 9月23日  | 月曜 21:30 - 22:00           | AT-X          | 日本全域 | 製作参加 / CS放送 / 字幕放送 / リピート放送あり          |
|                         | 月曜 22:30 - 23:00           | TOKYO MX      | 東京都   | 製作参加                                                 |
| 2019年7月9日 - 9月24日  | 火曜 0:30 - 1:00（月曜深夜） | BSフジ        | 日本全域 | 製作参加 / BS/BS4K放送 / 『アニメギルド』枠              |
| 2019年7月11日 - 9月26日 | 木曜 0:00 - 0:30（水曜深夜） | WOWOWプライム | 日本全域 | 製作参加 / BS/CS放送 / 『アニメプライム』枠 全話無料放送 |

| 配信期間                | 配信時間        | 配信サイト |
| ----------------------- | --------------- | --- |
| 2019年7月8日 - 9月23日  | 月曜 23:00 更新 | dアニメストア |
| 2019年7月15日 - 9月30日 | 月曜 0:00 更新  | Amazonプライム・ビデオ ビデオパス J:COMオンデマンド ひかりTV U-NEXT アニメ放題 FOD GYAO! AbemaTV niconico Hulu バンダイチャンネル あにてれ アクトビラ Rakuten TV ビデオマーケット DMM.com MOVIEFULL HAPPY!動画 |

## 関連メディア

### BD / DVD
| 巻 | 発売日        | 収録話         | 規格品番  | 規格品番  |
| 巻 | 発売日        | 収録話         | BD        | DVD       |
| -- | ------------- | -------------- | --------- | --------- |
| 1  | 2019年10月2日 | 第1話 - 第4話  | BIXA-1271 | BIBA-3381 |
| 2  | 2019年11月2日 | 第5話 - 第8話  | BIXA-1272 | BIBA-3382 |
| 3  | 2019年12月3日 | 第9話 - 第12話 | BIXA-1273 | BIBA-3383 |

### ボイスドラマ
書き下ろしボイスドラマ『胡蝶綺小噺』（こちょうきこばなし）がYouTubeのハピネットピクチャーズ公式チャンネルで2019年6月23日より配信中。

### 小説
笹野恵による小説『胡蝶綺異聞』（こちょうきいぶん）が『アニメージュ』（徳間書店）にて2019年2月号から同年7月号まで連載された。全1巻。幼名で呼ばれていたころの信長たちを取り扱ったアニメの前日譚やスピンオフが描かれる。
同年夏からは、ビジュアルノベル『胡蝶綺〜信長恋聞録〜』（こちょうき のぶながこいぶんろく）がゲームアプリ『Honey Magazine』にて配信予定。

### 漫画
同年8月6日よりコミカライズ作品がcomicoにて連載。作者は時十葉あい。